# Довод (издание)
До́вод — российское общественно-политическое интернет-издание, специализирующееся на освещении протестных акций, деятельности оппозиции и политических преследований во Владимирской области.

## История издания
Основано в 2016 году общественниками Ильёй Косыгиным, Кириллом Ишутиным и Кириллом Алексеевым. Сайт «Довода» был запущен 1 ноября 2017 года. Позиционирует себя как «активистское медиа», освещающее акции протеста, деятельность оппозиции и инициативных групп, борющихся за права граждан. Функционирует как региональное интернет-издание и специализируется на Владимирской области. С 2019 года регулярно входило в рейтинг самых цитируемых СМИ в регионе. В 2024 году запустило YouTube-канал.
В 2019 и 2020 годах в офисе редакции и в квартирах сотрудников были проведены обыски в связи с Делом ФБК и Делом ЮКОСа, изъяты компьютеры и мобильные телефоны, арестованы банковские счета журналистов. ОБСЕ выразила беспокойство по этому поводу. Корреспонденты и редакторы неоднократно задерживались сотрудниками полиции в ходе освещения протестных акций.
В 2020 году бизнесмен Евгений Пригожин подал к журналисту Максиму Шевченко, главному редактору «Медузы» Ивану Колпакову и главному редактору «Довода» Илье Косыгину гражданский иск о защите чести, достоинства и деловой репутации в связи с опубликованным на страницах «Довода» интервью с участием Максима Шевченко. Савеловский районный суд Москвы отказал в удовлетворении исковых требований в полном объёме. Мосгорсуд отменил решение и обязал Косыгина выплатить в пользу Евгения Пригожина компенсацию морального вреда в размере 80 тысяч рублей, а также удалить спорный материал и опубликовать опровержение. Косыгин эмигрировал в Украину.
В марте 2022 года в квартирах сотрудников издания состоялись обыски в рамках уголовного дела о граффити «Нет войне», по которому журналисты проходят свидетелями. В том же месяце сайт издания был заблокирован Роскомнадзором по требованию Генеральной прокуратуры РФ в связи с освещением военных действий в Украине. В связи с этим все сотрудники издания уехали из России. Журналиста «Довода» Евгения Саутина после эмиграции отчислили из Владимирского государственного университета и отказали в академическом отпуске.
В 2024 году Европейский Суд по правам человека признал незаконным обыск в квартире журналиста «Довода» Евгения Саутина. ЕСПЧ постановил взыскать в его пользу с властей РФ компенсацию в размере 7500 евро.
С 2024 года издание участвует в проекте RIMA (Russian Independent Media Archive) американского «ПЕН-центра».
По итогам 2024 года издание «Довод» вошло в ТОП-15 самых цитируемых российских независимых региональных СМИ по данным агрегатора новостей The True Story.

## Лишение регистрации, блокировка и признание иностранным агентом
В октябре 2020 года лишено регистрации СМИ по решению Ленинского районного суда города Владимира. Владимирский областной суд, Второй кассационный суд и Верховный Суд РФ оставили решение в силе. Редакция издания считает судебные решения политически мотивированными.
В марте 2022 года по решению Генеральной прокуратуры РФ заблокировано на территории Российской Федерации в связи с освещением военного конфликта в Украине. В августе 2023 года включено Министерством юстиции РФ в реестр «иностранных агентов» за освещение военного конфликта в Украине.  
В октябре 2023 года в реестр «иностранных агентов» включён также главный редактор «Довода» Илья Косыгин. В марте 2024 года в реестр «иностранных агентов» также был включён редактор «Довода» – Кирилл Ишутин. Суд во Владимире 6 раз постановил оштрафовать Косыгина и 3 раза Ишутина по статье о неисполнении обязанностей «иноагентов».  